# Ferrocarpholite
La ferrocarpholite è un minerale appartenente al gruppo della carpholite.